# Brice Dessert
Brice Dessert (né le 25 mars 2003 à Pontoise) est un joueur français de basket-ball évoluant au poste de pivot.

## Biographie

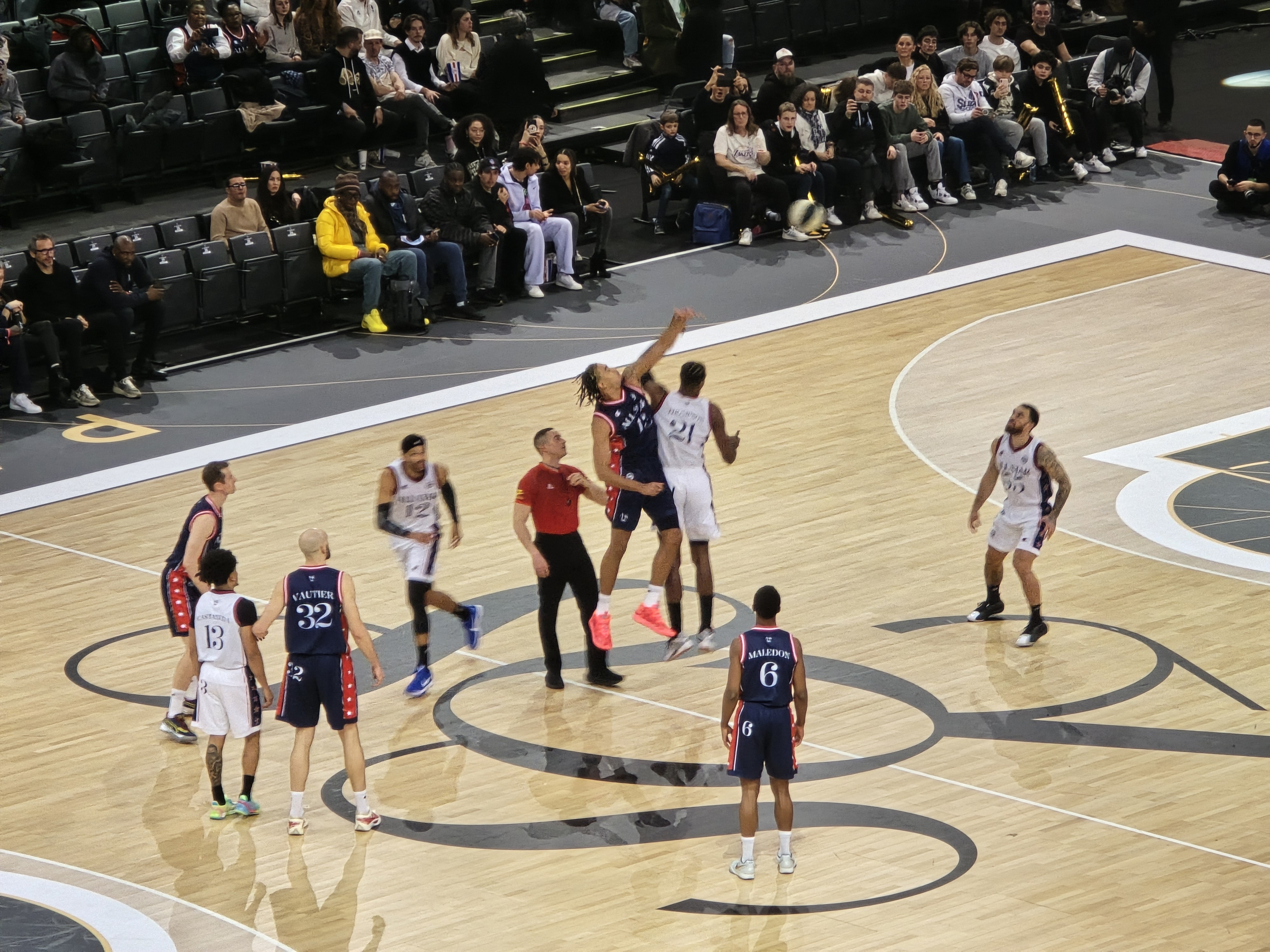
Brice Dessert pour l'engagement du All-Star Game LNB 2024.

Il a joué pour le Moissy Basket Club (2011-2014), Ris Orangis (2016-2018) où il joue le championnat de France U18 et intègre le Centre de ressources, d'expertise et de performance sportive (CREPS), et le Pôle France de l'Institut national du sport, de l'expertise et de la performance (INSEP) (2018-2021).
Professionnellement, il intègre le Rouen Métropole Basket (2021-2022), puis l'Ada Blois Basket (2022-2024). Il joue dans le club du SIG Strasbourg un an jusqu'à l'été 2025.
Le 30 juillet 2025, Brice Dessert signe un contrat de 4 ans avec le club turc de l'Anadolu Efes.
Il mesure 2 mètres 10 ou 2 mètres 7,. Son père, Christian, est un ancien joueur et le président de l'Association francophone des entraîneurs de basket-ball (AFEB) et sa mère est également joueuse.
Il a joué en équipe de France dans différentes catégories jeunes à partir des U15,.

## Palmarès
- Médaille d'argent aux Championnat d'Europe masculin de basket-ball des moins de 16 ans 2019
- Finaliste à la Coupe du monde masculine de basket-ball des moins de 19 ans 2021
- 5e aux Championnat d'Europe masculin de basket-ball des moins de 20 ans 2022